# Otrohî, Kozeleț
Otrohî (în ucraineană Отрохи) este un sat în comuna Morivsk din raionul Kozeleț, regiunea Cernihiv, Ucraina.

## Demografie
Componența lingvistică a localității Otrohî
     Ucraineană (98,67%)
     Alte limbi (1,32%)
Conform recensământului din 2001, majoritatea populației localității Otrohî era vorbitoare de ucraineană (98,67%), existând în minoritate și vorbitori de alte limbi.